# وليمة (إسلام)

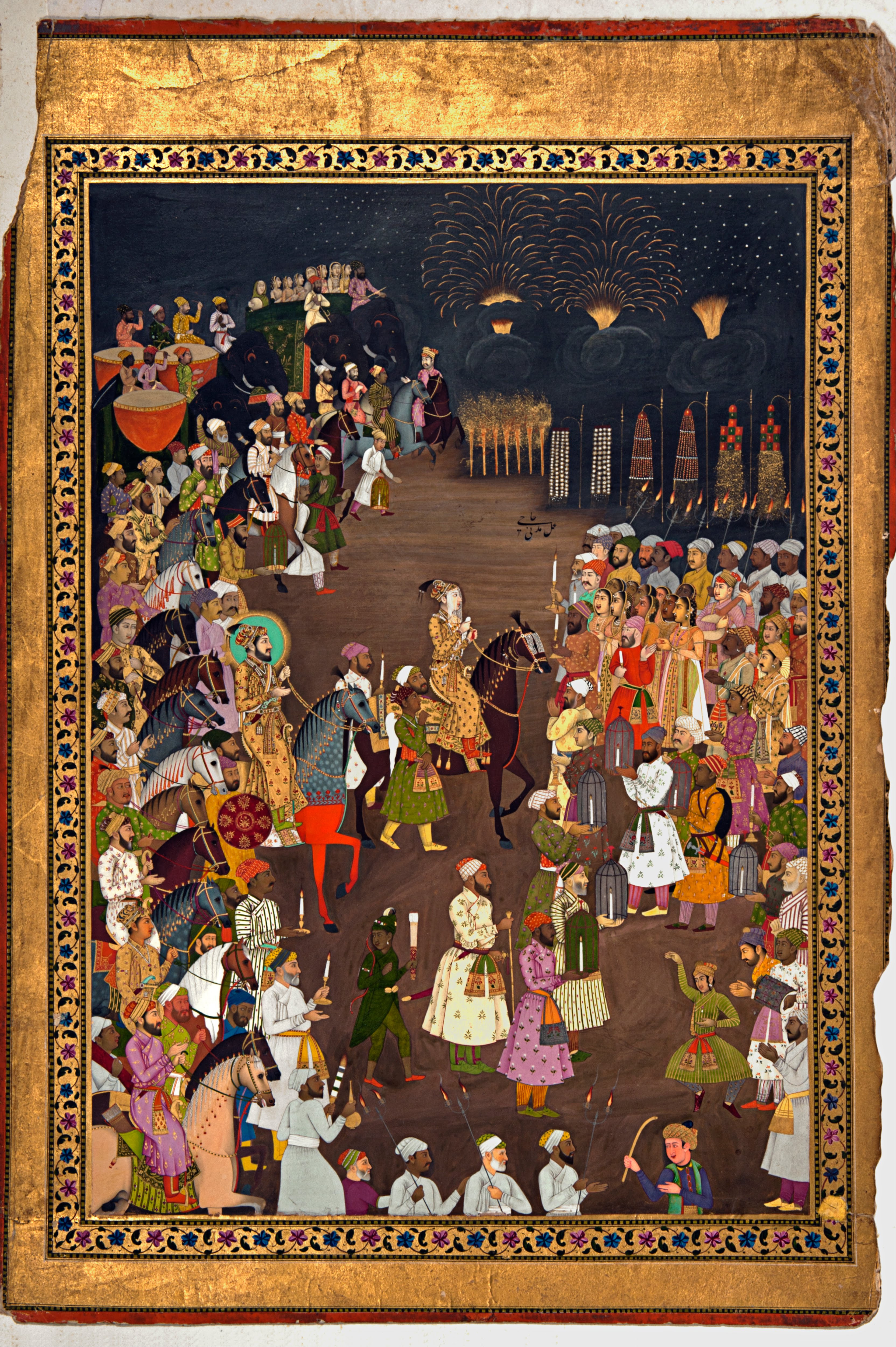
The قائمة سلاطين مغول الهند شاه جهان attends the marriage procession of his eldest son دارا شكوه. Mughal-Era fireworks were used to brighten the night throughout the wedding ceremony.

الوليمة في الدين الإسلامي يقصد بها طعام العرس خاصة. وهي مصطلحٌ أُخذ من الولم، وهو الجمع، لأنها بمثابة إعلانٍ للزواج ومناسبة لبدء اجتماع الزوجين ومعارفهم في هذه الحفلة. والإجابة إليها واجبة شرعا إلا لعذر.

## حكمها
ذهب جمهور العلماء إلى أنها سنة مؤكدة لقول النبي محمد لعبد الرحمن بن عوف
روي أن رسول اللّه ﷺ قال: 
| وليمة (إسلام) | أولم، ولو بشاة | وليمة (إسلام) |

 والإجابة إليها واجبة إلا من عذر.